# Station Gilze-Rijen
Station Gilze-Rijen is een spoorwegstation in de gemeente Gilze en Rijen, gelegen aan de zuidzijde van de kern Rijen. Er is een eilandperron, waar onder andere treinen in de richting van Breda/Dordrecht en Tilburg/'s-Hertogenbosch vertrekken. Er zijn een grote onbewaakte fietsenstalling, fietskluizen en een grote parkeerplaats aanwezig. Verder zijn er een taxistandplaats en een bushalte aanwezig.

## Eilandperron
Op 30 april 2010 ontdekte ProRail dat de uit 1918 stammende perronwand van het eilandperron van het station Gilze-Rijen op instorten stond. Door de strenge vorst van de winter 2009-2010 was het voegwerk van de perronwand dermate beschadigd dat stenen begonnen los te laten. Het perron werd tijdelijk gestut met planken en balken en er werd een snelheidsbeperking bij het station ingesteld, het goederenvervoer werd omgeleid.

## Treinverbindingen
De volgende treinserie stopt in de dienstregeling 2025 te Gilze-Rijen:
| Serie | Treinsoort    | Route                                                                                     | Bijzonderheden                                                                 |
| ----- | ------------- | ----------------------------------------------------------------------------------------- | ------------------------------------------------------------------------------ |
| 6600  | Sprinter (NS) | Dordrecht – Breda – Gilze-Rijen – Tilburg – 's-Hertogenbosch – Nijmegen – Arnhem Centraal | Rijdt alleen doordeweeks tot 19:00 uur tussen Nijmegen en Arnhem Centraal v.v. |

## Busverbindingen
Vanaf station Gilze-Rijen rijdt elke dag streekbus 170 richting station Breda of richting Gilze AZC. De buurtbussen rijden respectievelijk naar 's Gravenmoer (buurtbus 205) en Waalwijk (buurtbus 206).

## Ontwikkeling aantal reizigers
Het aantal door NS vervoerde reizigers (per gemiddelde werkdag) ontwikkelde zich sedert 2019 als volgt:
| Jaar | Aantal reizigers |
| ---- | ---------------- |
| 2019 | 3.029            |
| 2020 | 1.474            |
| 2021 | 1.644            |
| 2022 | 2.229            |
| 2023 | 2.386            |
| 2024 | 2.334            |

## Afbeeldingen

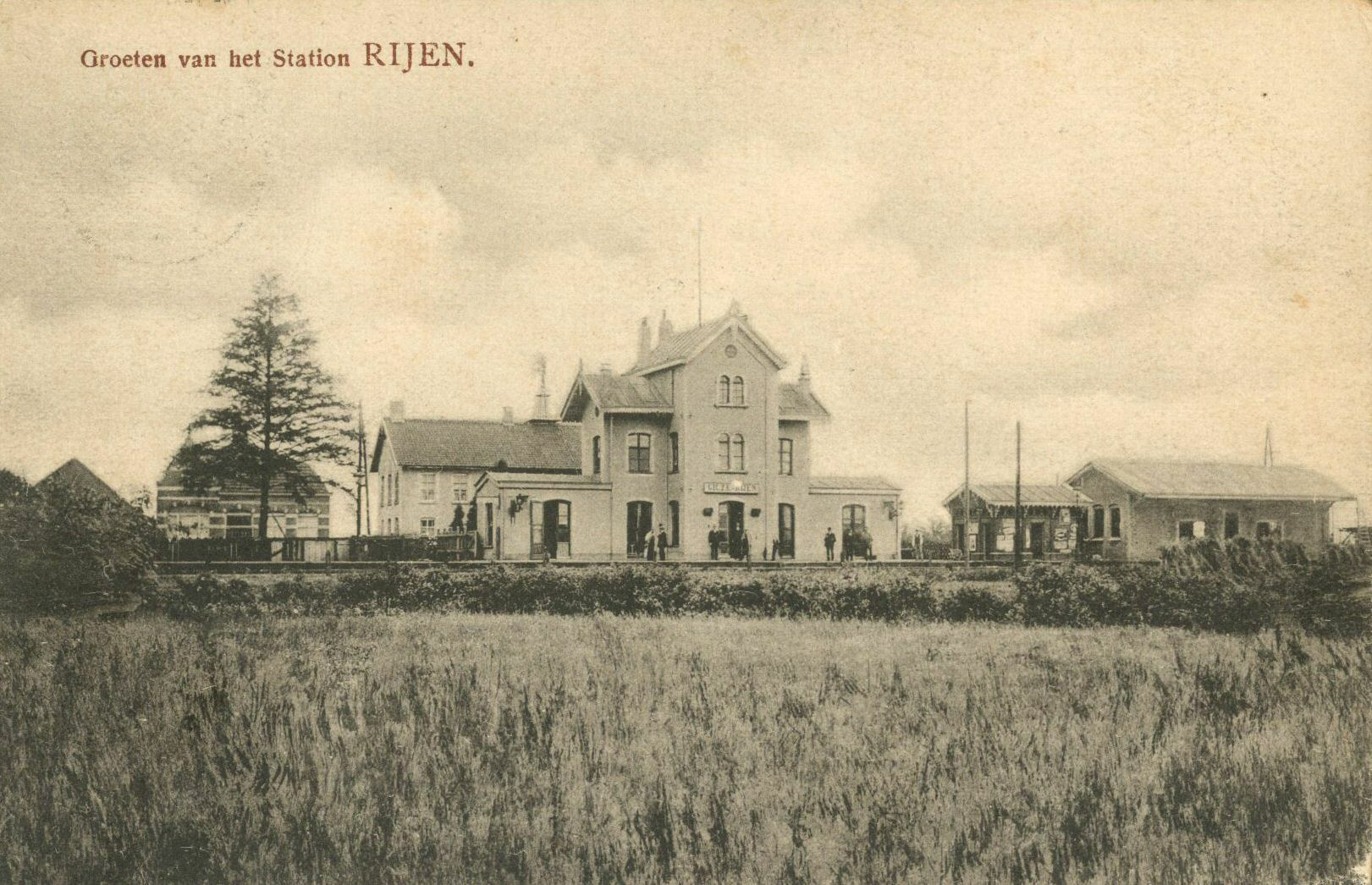
Station rond 1907-1910
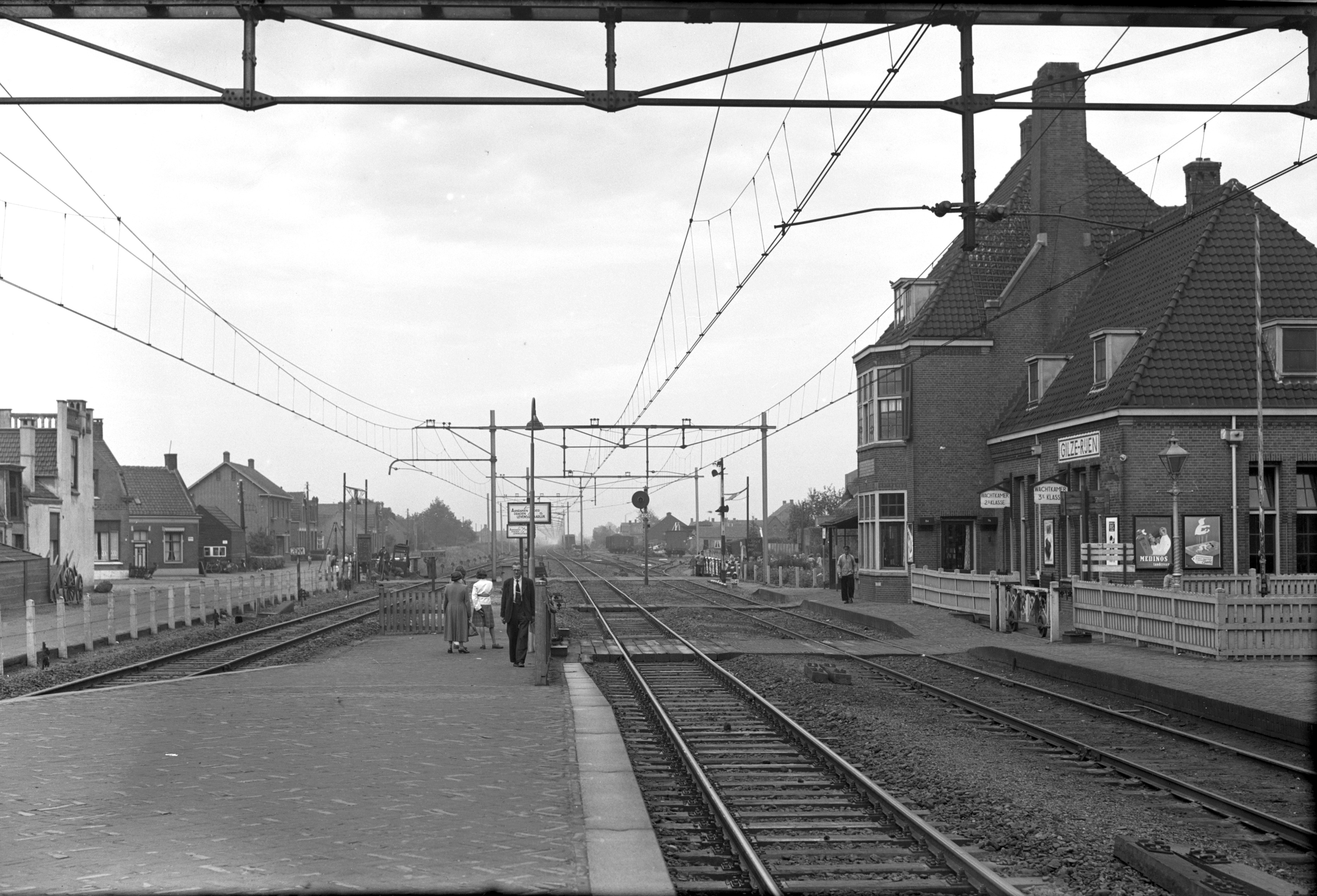
Station in 1950
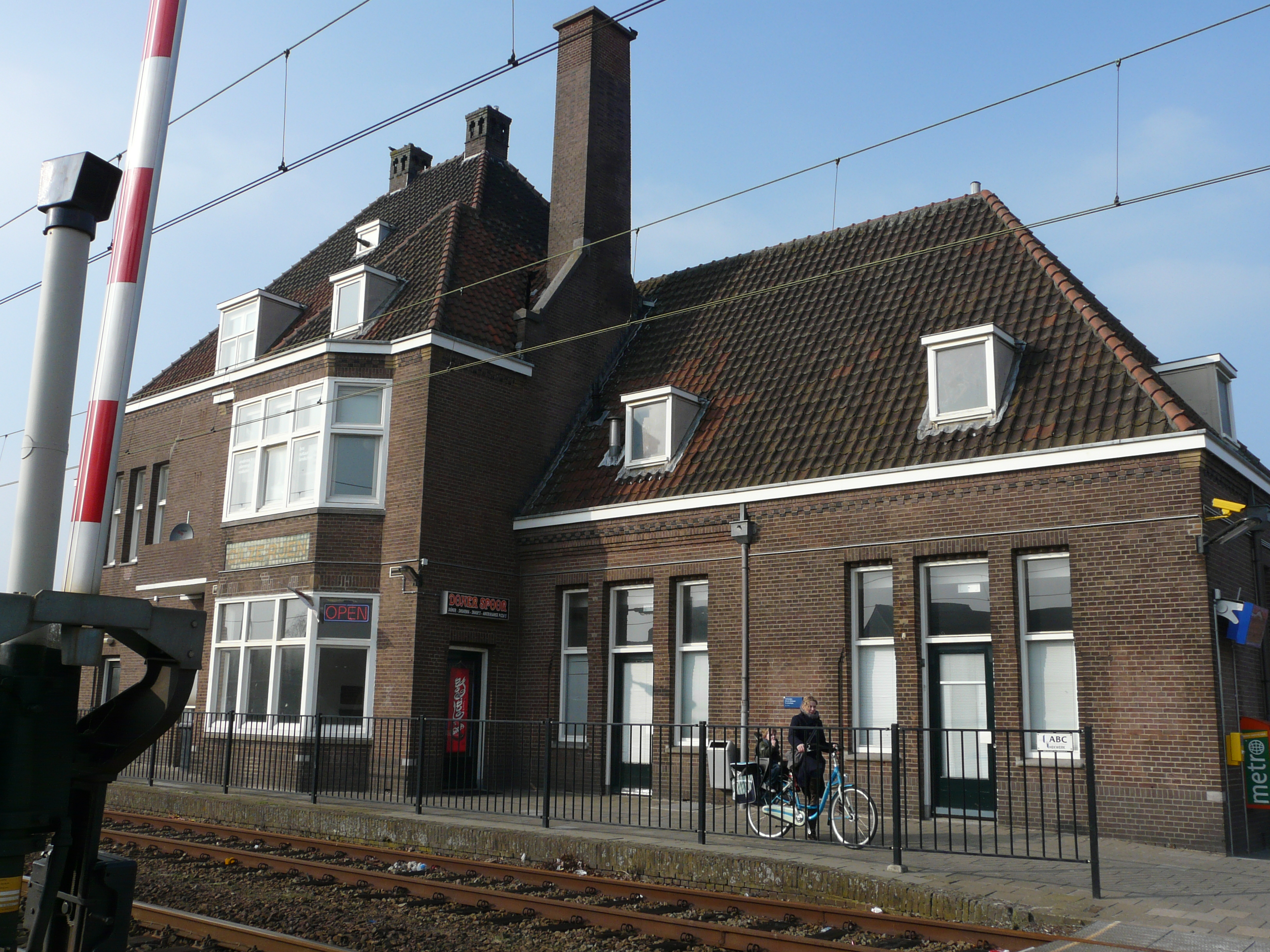
Stationsgebouw Rijen
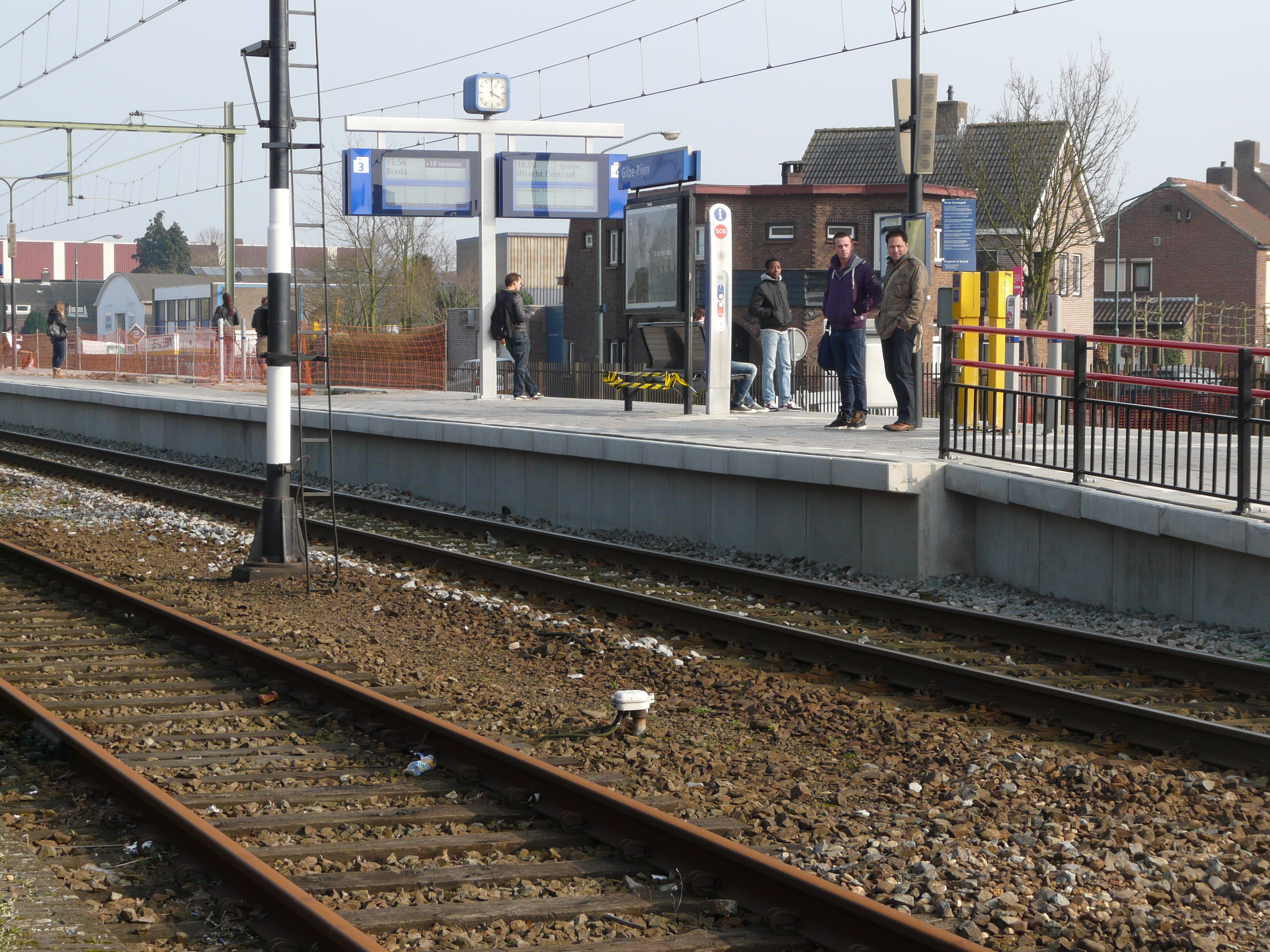
Perron
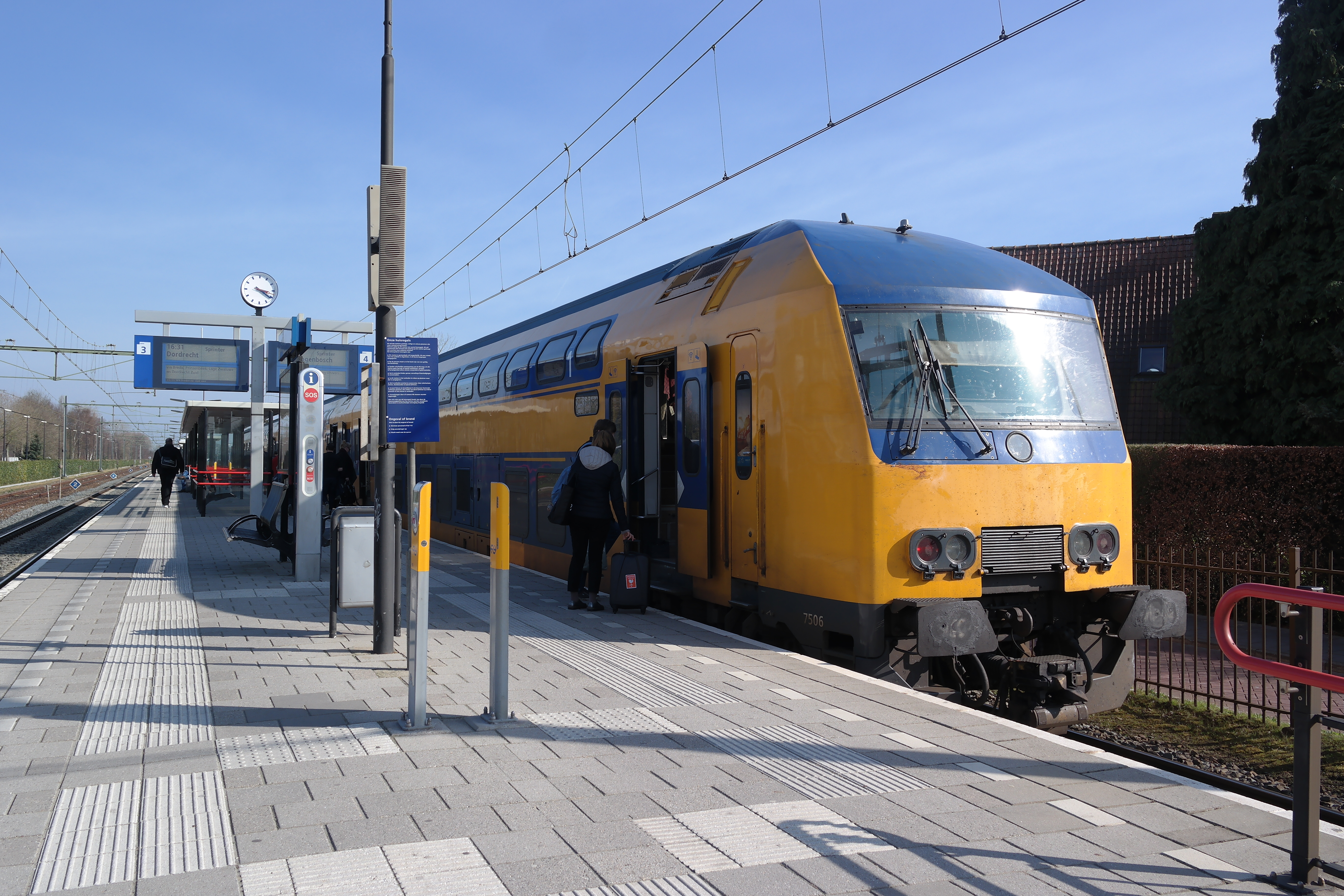
DDZ op het station